# Alchemilla pseudocalycina
Alchemilla pseudocalycina é uma espécie de rosácea do gênero Alchemilla, pertencente à família Rosaceae.